# Johann Zacharias Leonhard Junkheim
Johann Zacharias Leonhard Junkheim (* 8. September 1729 in Ansbach; † 17. August 1790 ebenda) war ein deutscher Theologe, Rektor, Philologe und Liederdichter. Die Allgemeine Deutsche Biographie nennt als Grund für ihren Eintrag zu Junkheim dessen „Verdienste um Kirche, Gymnasien und Schulen in dem Fürstenthum Onolzbach, insbesondere um die Universität Erlangen“.

## Leben
Von 1747 bis 1750 absolvierte Junkheim ein Studium der Theologie in Göttingen. Dabei wechselte er für ein Semester an die Universität Helmstedt, „die sich durch eine freiere Richtung auszeichnete“. Zu seinen akademischen Lehrern gehörten Johann Lorenz von Mosheim und Johann Matthias Gesner. 1752 ging er nach Ansbach zurück, wurde dort 1754 Vikar an der Hauptkirche, 1757 Konrektor und 1760 Rektor am Ansbacher Gymnasium.
1763 wurde er Schlossprediger bei der verwitweten Markgräfin Friederike Luise und gleichzeitig Pastor in Schwaningen. Ab 1770 wirkte er unter dem neuen Fürsten an der Modernisierung der Universität Erlangen mit, indem er etwa einen neuen Studienplan für das Theologiestudium entwarf. 1775 wurde er zum Generalsuperintendenten ernannt.
Zu seinen literarischen Tätigkeiten zählte die Mitherausgabe der zwischen 1754 und 1756 erschienenen Ansbacher Zeitschrift „Der Freund“. Im selben Umkreis trug Junkheim zu einer Ausgabe mit Horaz-Übersetzungen bei. Zusammen mit Johann Peter Uz veröffentlichte er 1781 das „Neue Anspachische Gesangbuch“, das mehrere Auflagen erlebte.

## Schriften (Auswahl)
- Von dem Uebernatürlichen in den Gnadenwirkungen (1775)